# ミズシタダミ
ミズシタダミ Valvata はミズシタダミ科 Valvatidaeに属する淡水性の微小な巻貝で、寒冷な湖の底に生息する。カワシンジュガイとともに氷期遺存種と考えられる。日本では数種が知られている。雌雄同体。

## 形態
貝殻はカタツムリのようにやや平たく巻くかまたは完全な平巻で、直径は数mm、成長脈が刻まれる。吻の上に触角と眼が並びかわいらしい。足が左右に開き、鰓と蓋をもつ。卵が数個入った卵嚢が、薄い貝殻から透けて見える。

## 種類
とても多数の絶滅種・現生種が主に北半球で知られているが、それらのうち日本で知られている種を以下に示す。
- Valvata biwarnsis Preston, 1916 ビワコミズシタダミ　Biwakovalvata biwaensis[11][12]
　琵琶湖固有種で深底に生息。
- Valvata hokkaodoensis Miyadi, 1935 =Valvata cristata hokkaidoensis [13]
　螺塔は平らかまたは凹んで全く出ない。塘路湖、阿寒湖。
- Valvata japonica E. von Martens, 1877 =Valvata (Cincinna) piscinalis japonica
　ニホンミズシタダミ。螺旋が丸くて太く、螺塔も出る。芦ノ湖、河口湖、小川原湖、相模川浄水場など(野尻湖は絶滅した可能性あり) [13][7][8]。
- Valvata kizakikoensis (Fujita & Habe, 1991) キザキコミズシタダミ、木崎湖。
- Valvata saghalinensis Miyadi, 1835 =Valvata pulchella saghalinensis [13] 螺塔が平たくわずかに出る。サハリン州産。
- Valvata simusyuensis Miyadi, 1835 =Valvata piscinalis simusyuensis [13] 螺旋が丸くて太く、螺塔も出る。成長脈が顕著。シムシュ島産。